# Göllü Dağ
Göllü Dağ – wulkan położony w środkowej Turcji, w Anatolii, w prowincji Niğde. Wysokość wulkanu wynosi 2143 metry.